# Vincetoxicum hirundinaria
Vincetoxicum hirundinaria é uma espécie de planta com flor pertencente à família Asclepiadaceae. 
A autoridade científica da espécie é Medik., tendo sido publicada em Historia et Commentationes Academiae Electoralis Scientiarum et Elegantiorum Literarum Theodoro-Palatinae 6 (Phys.): 404. 1790.
O seu nome comum é erva-contraveneno.

## Portugal
Trata-se de uma espécie presente no território português, nomeadamente em Portugal Continental.
Em termos de naturalidade é nativa da região atrás indicada.

## Protecção
Não se encontra protegida por legislação portuguesa ou da Comunidade Europeia.